# リビア軍 (カッザーフィー政権)
リビア軍は、リビアにおける軍事組織。本項では、ムアンマル・アル＝カッザーフィー政権下のリビア・アラブ共和国及び大リビア・アラブ社会主義人民ジャマーヒリーヤ国が保有したリビア軍について述べる。リビア軍は、リビア陸軍、リビア空軍、リビア海軍、および人民兵を含むその他の軍隊で構成されていた。2010年11月、2011年リビア内戦の前に、リビア人の総数は76,000人と推定されていたが、その戦争は軍の数を失った。独立した国防省はなかった。 すべての防衛活動はカダフィの下で集中化され、軍の最高司令部があった。武器の生産は限られており、製造業者は国営だった。アブバクル・ユニス・ジャブル大佐は、カダフィ時代の軍隊の最後の防衛大臣だった。　